# Achimenes glabrata
Achimenes glabrata là một loài thực vật có hoa trong họ Tai voi. Loài này được (Zucc.) Fitzg. mô tả khoa học đầu tiên năm 1894.